# Église Saint-François-d'Assise de La Valette
L'église Saint-François-d'Assise est une église catholique située dans la ville de La Valette, à Malte.

## Historique
Elle a été construite en 1598, puis complétée au XVIIe siècle et agrandie en 1920.

## Architecture
Elle dispose d'une "façade sèche et classique".

## Intérieur
La décoration intérieure est baroque.